# 中国中央电视台高清综合频道
中国中央电视台高清综合频道（频道呼号：CCTV-高清）是中国中央电视台曾经拥有的一条以高清格式播放的数码频道，该频道为中国中央电视台开播的第二条全高清频道。
该频道于2008年開始在北京通過數字地面電視試播，2008年5月1日正式開播。該頻道取代了之前收費的中央電視台高清影視頻道，變為免費的電視頻道，目的是用來轉播北京奧運會賽事。節目內容為綜合頻道性質，播放各類影視劇、紀錄片等高清節目。在央視五套體育頻道高標清同播之前，當体育频道播出重點體育賽事的時候高清频道會同步播出 ，特別是奧運會會期間更會24小時同步。
2009年农历戊子十二月三十除夕，《中央电视台春节联欢晚会》（与CCTV-1、CCTV-3（开始于2011年）、CCTV-4及CCTV-7（除2010-2015年外）并机直播至2013年2月9日）。
因中国高清頻道數量的增多，CCTV-高清逐渐完成了它的歷史使命。2013年8月18日，頻道停播并置换为CCTV-5+体育賽事頻道，以直播和录播體育比賽為主。

## 历史
- 2007年12月24日，在北京通過數字地面電視試播。
- 2008年4月1日，正式開播，並陸續在瀋陽、秦皇島、上海、深圳、青島、天津、廣州七地的數字地面電視播放。
- 2009年1月25日（农历戊子十二月三十除夕），《中央广播电视总台春节联欢晚会》（与CCTV-1、CCTV-3（开始于2011年）、CCTV-4及CCTV-7（除2010-2015年外）并机直播至2013年2月9日）。
- 2010年10月8日，在中央电视台高清频道官方网站上，高清频道的标志将频道呼号的“CCTV-高清”更名为“CCTV-22”，并在其下方加上“高清”二字，但是这一新标志并未显示在电视的画面中。
- 2013年8月18日9:00，CCTV高清频道被置换为CCTV-5+体育賽事頻道。